# 大阪ビジネスパーク駅

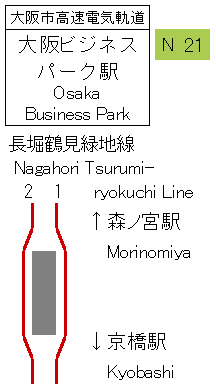
配線図

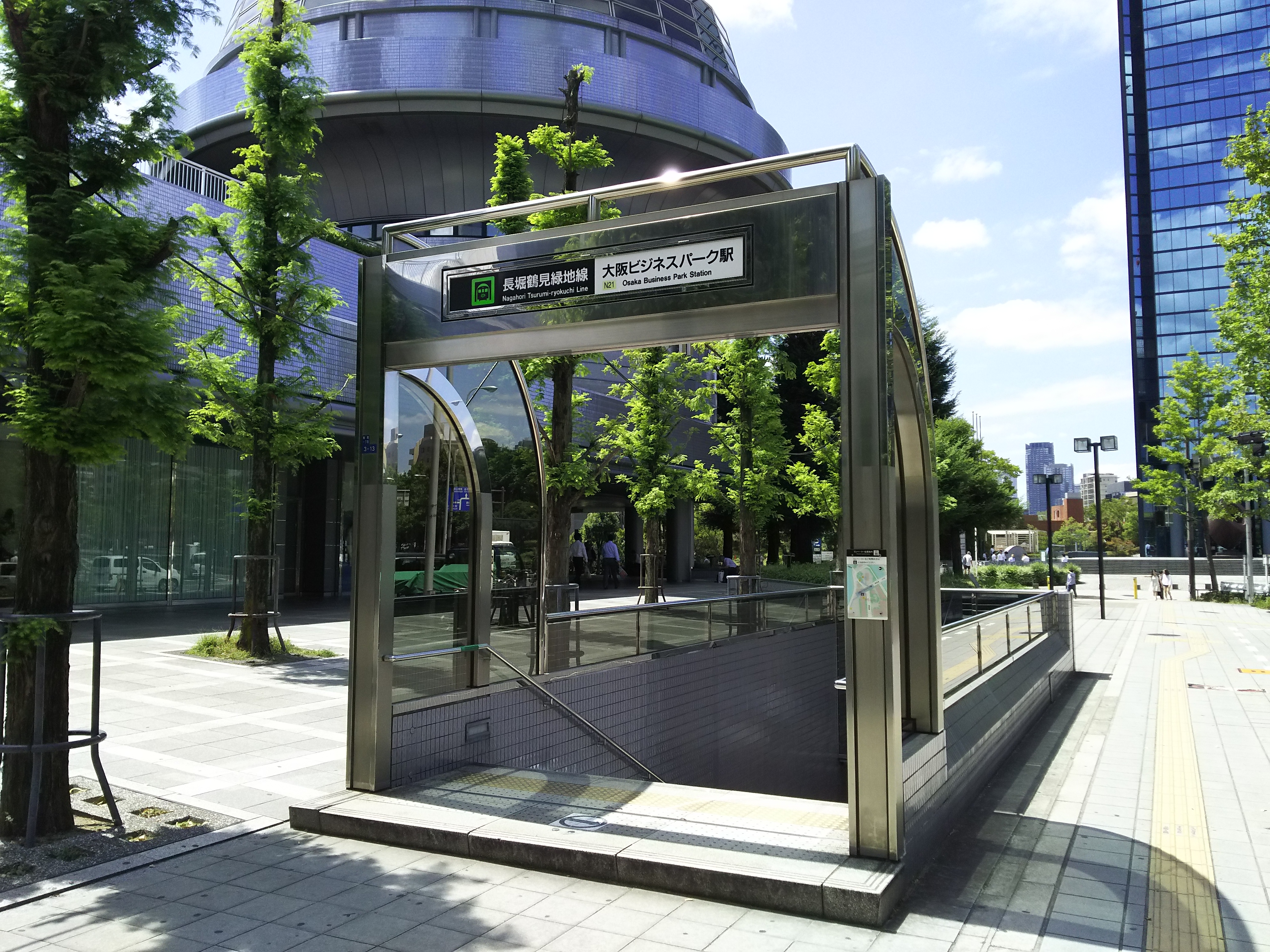
大阪市営地下鉄当時の4号出入口（2016年8月）

大阪ビジネスパーク駅（おおさかビジネスパークえき）は、大阪府大阪市中央区城見一丁目にある、大阪市高速電気軌道 (Osaka Metro) 長堀鶴見緑地線の駅。駅番号はN21。

## 概要
駅路線図などには表記されていないが、車内アナウンスでは「大阪城ホール前」と案内されている。駅備え付けのポケット時刻表には、略称を用いて「OBP」駅と表記されている。
地上面からプラットホームまでの高さが32.2メートルであり、Osaka Metroの駅では一番深い駅となっている。このため、改札とホームを結ぶ階段とエスカレーターは非常に長い。

## 歴史
- 1996年（平成8年）12月11日：長堀鶴見緑地線心斎橋 - 京橋間延伸時に開業[1]。なお開業と同時に「鶴見緑地線」から「長堀鶴見緑地線」に改称された[1]。
- 2010年（平成22年）12月11日：可動式ホーム柵の使用を開始。
- 2018年（平成30年）4月1日：大阪市交通局の民営化に伴い、大阪市高速電気軌道の駅となる。

## 駅構造
島式ホーム（延長135メートル、幅9.7メートル）1面2線を有する地下駅である。改札口は1か所のみ。大阪城ホールへは森ノ宮寄りの出入口が近い。トイレは改札内にある。
当駅はドーム前千代崎管区駅に所属しており、同副管区駅長が当駅と京橋駅・蒲生四丁目駅を管轄する。
掘削は、世界初の「3連型マルチフェイスシールド機」（単線用シールドトンネルを3本並べたもの。「3連マルチフェイスシールド工法」ともいう）を使用しており、3本のうち中央のトンネルをホームとする構造を採用した。シールドトンネルの断面を活かした未来的なデザインが特徴である。

### のりば
| 番線 | 路線           | 行先                     |
| ---- | -------------- | ------------------------ |
| 1    | 長堀鶴見緑地線 | 京橋・門真南方面         |
| 2    | 長堀鶴見緑地線 | 心斎橋・西長堀・大正方面 |

### 駅のデザインテーマ
駅のテーマは「未来と星空」である。ホームはシールドトンネル断面をそのまま活かした丸天井が特徴で、タイルと金属パネルを使った未来志向のデザインとなっている。コンコース壁面は星空をイメージしたキラキラ光るガラス玉を埋め込んだものとなっている。当駅は、各駅のデザインが非常に凝っている長堀鶴見緑地線の駅のホームの中でも最も特徴的なデザインとなっている。

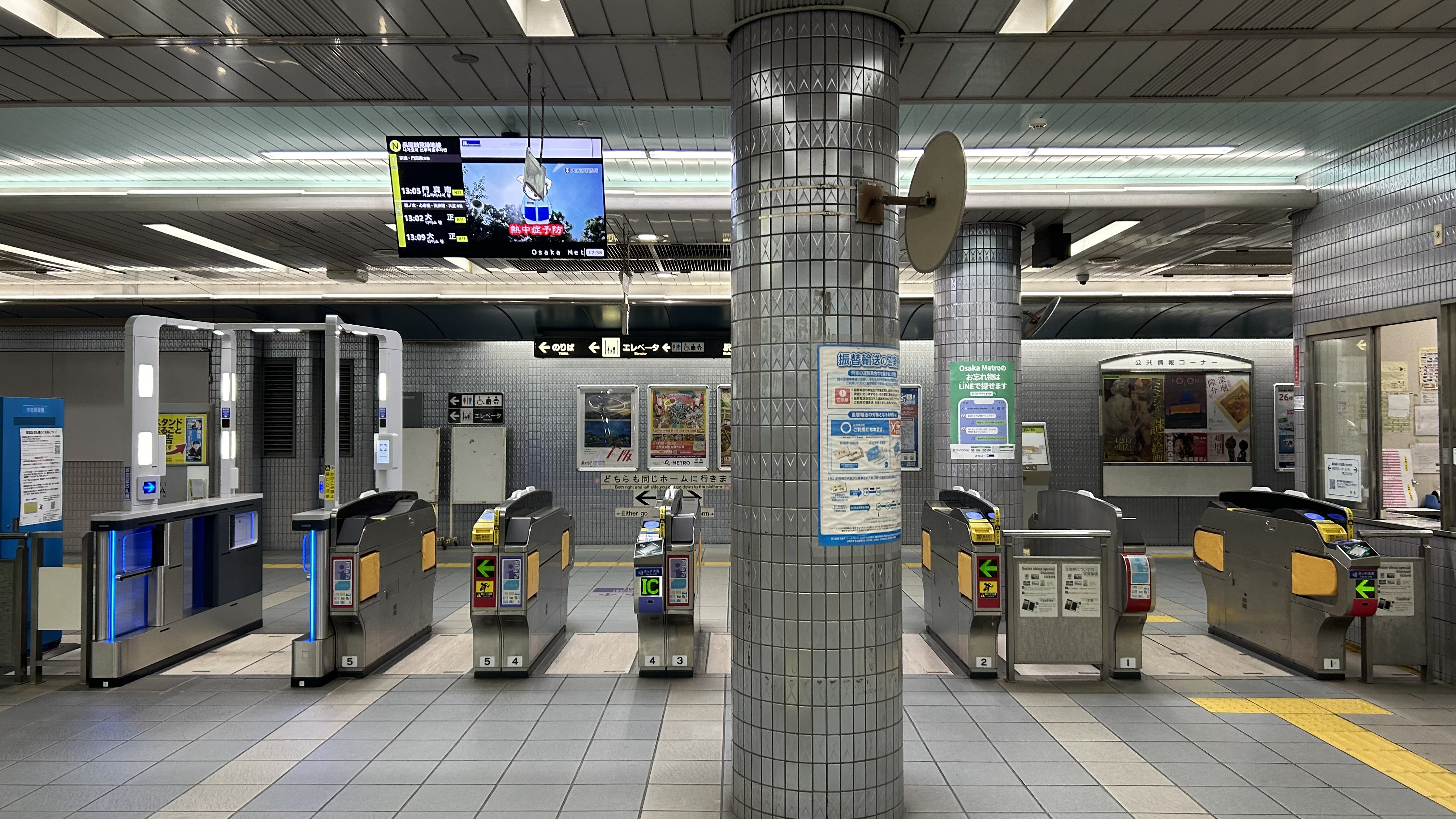
改札口
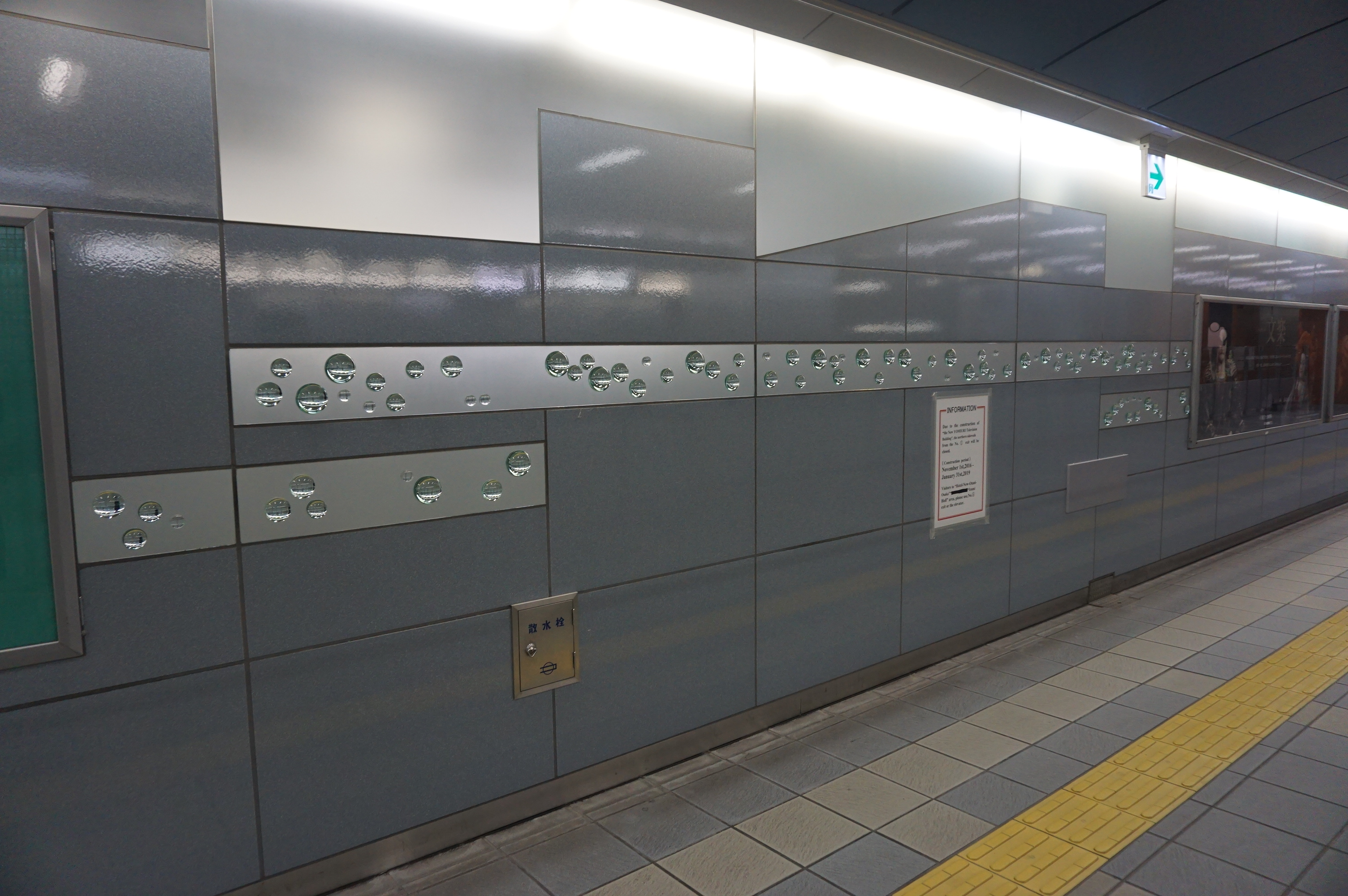
改札外コンコースにあるガラス玉の装飾（2018年12月）
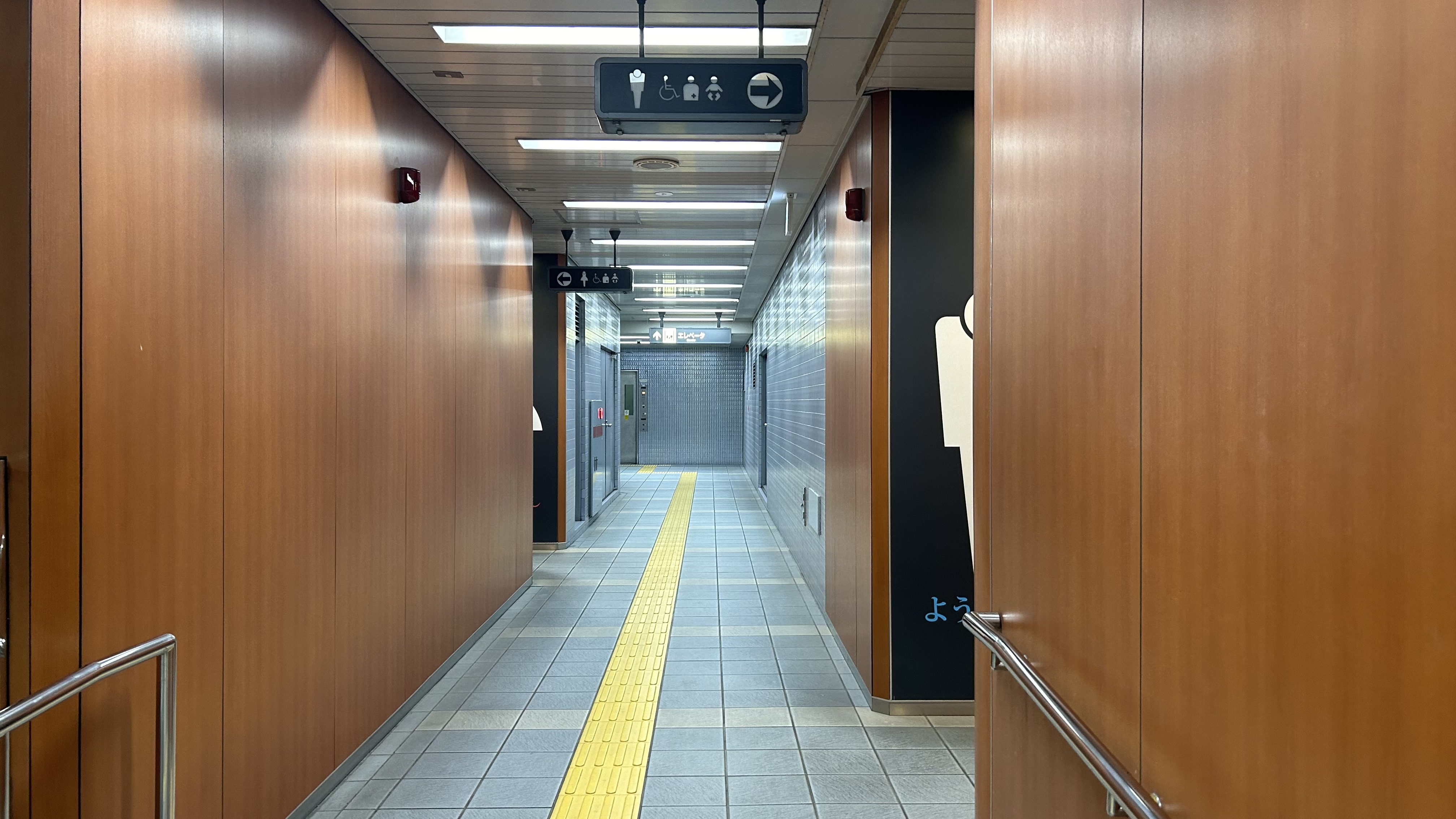
トイレ
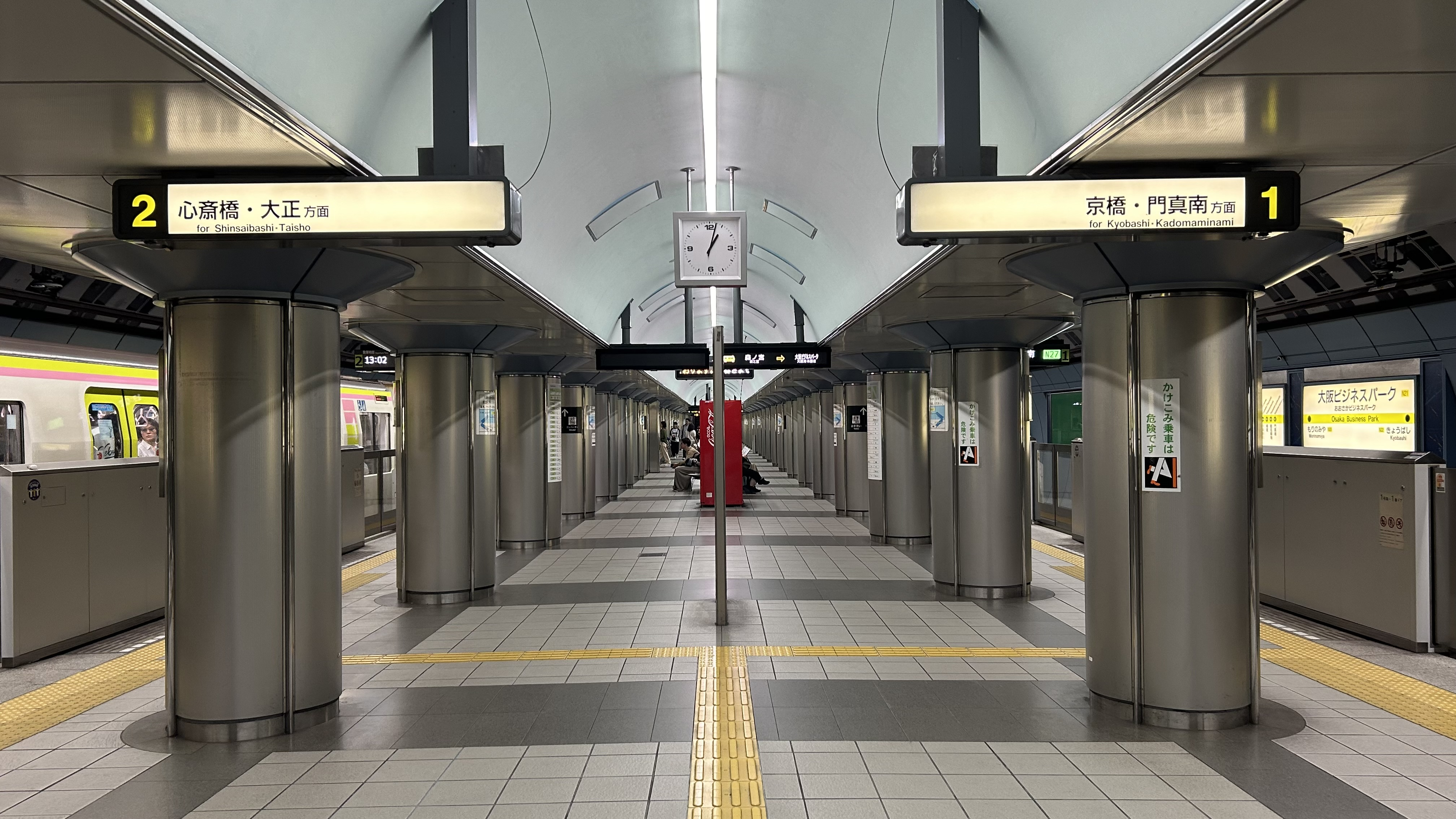
ホーム（天井部分が特徴的となっている）
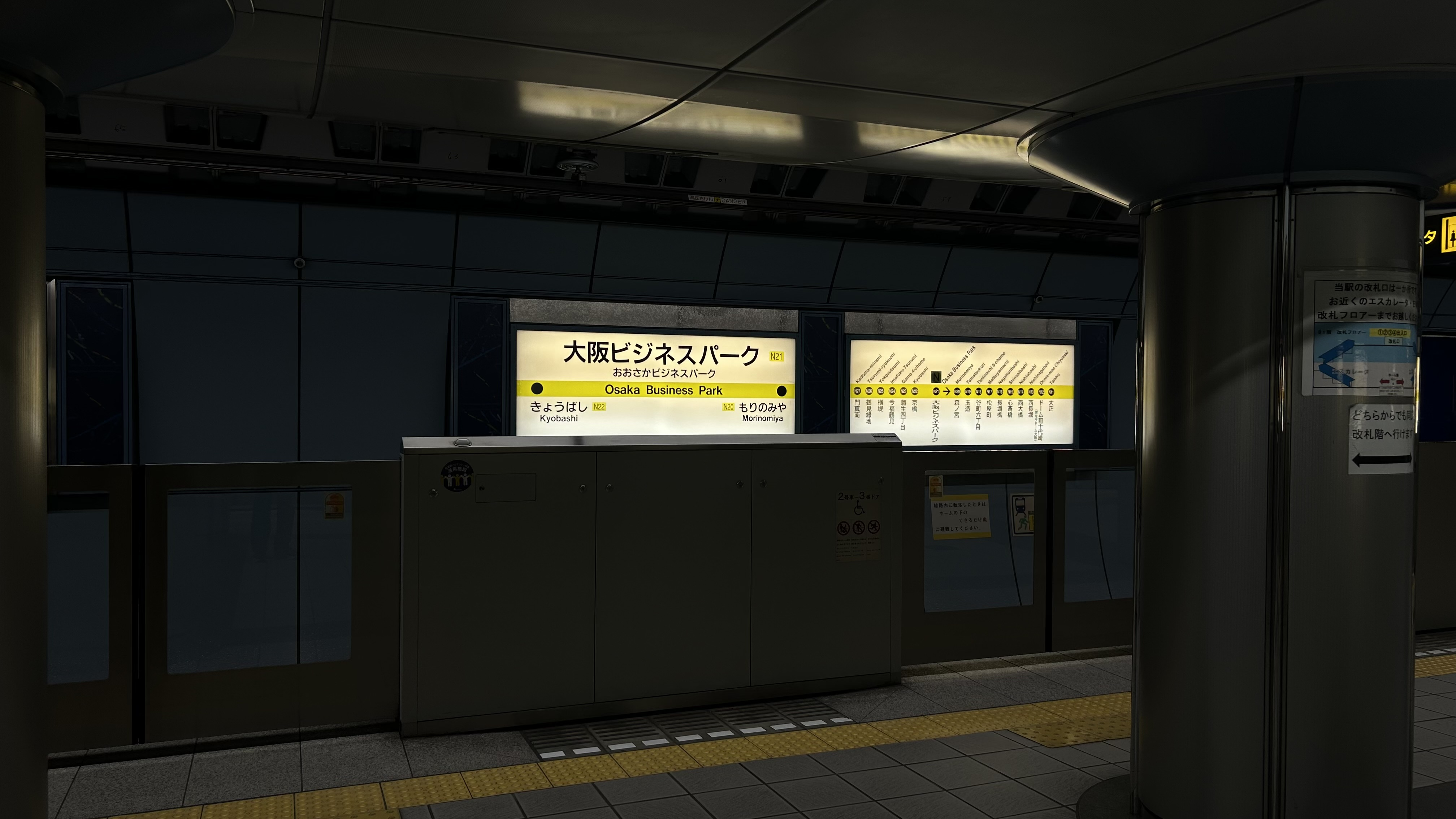
駅名標

### 出口
| 出口番号 | 出口周辺 | 備考             |
| -------- | --- | ---------------- |
| 1        | 読売テレビ・大阪城公園・大阪城ホール・水上バスのりば いずみホール・大阪城・ホテルニューオータニ大阪 大阪MBS劇場      |                  |
| 2        | 大阪城公園・大阪城                                                                                                   |                  |
| 3        | クリスタルタワー連絡通路・大阪城公園                                                                                 |                  |
| 4        | 松下IMPビル連絡通路(松下IMPHALL)・大阪ビジネスパーク円形ホール ツイン21(パナソニックタワー・MIDタワー)・クレオ大阪東 | エレベーターあり |

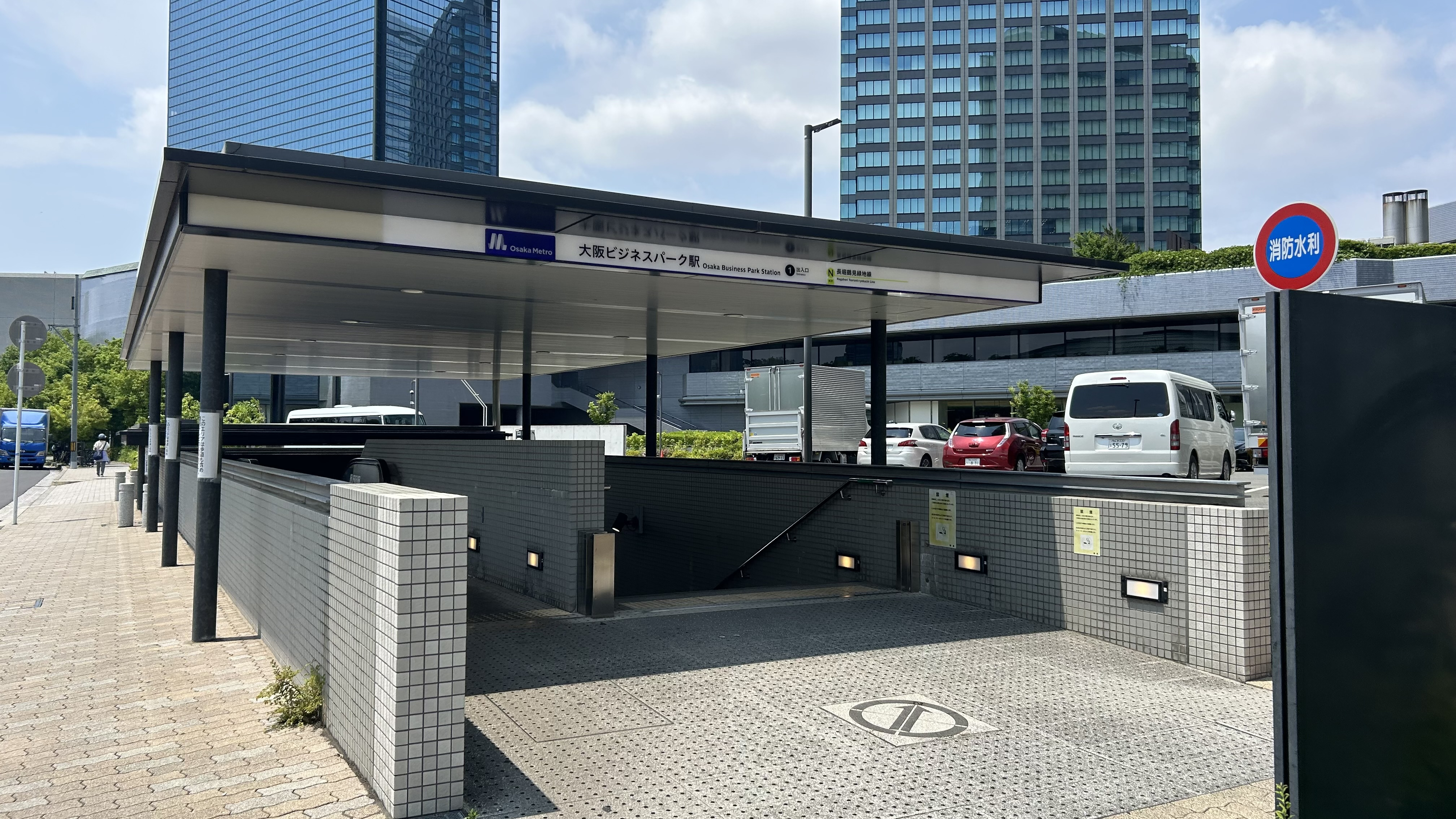
1号出入口
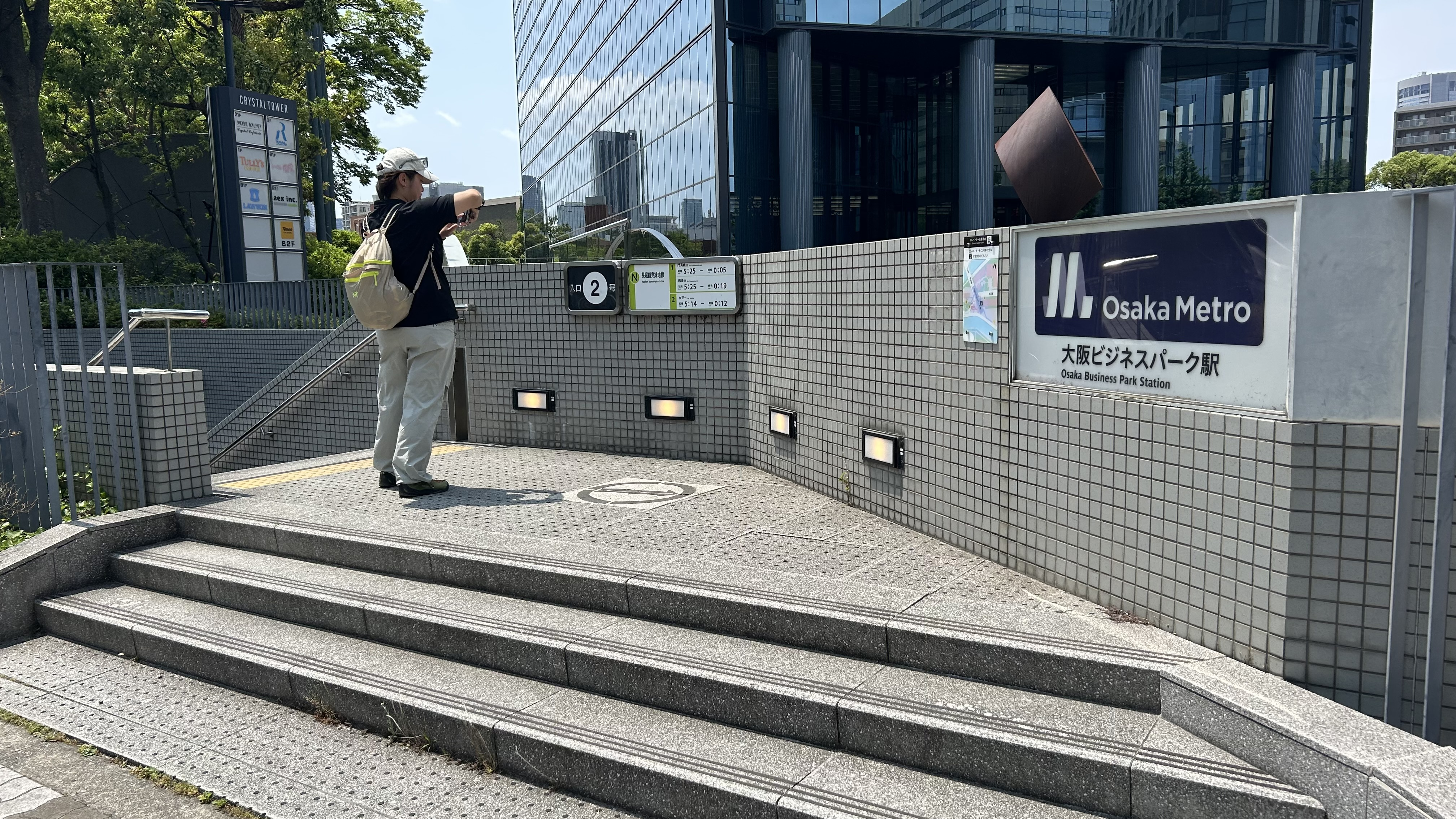
2号出入口
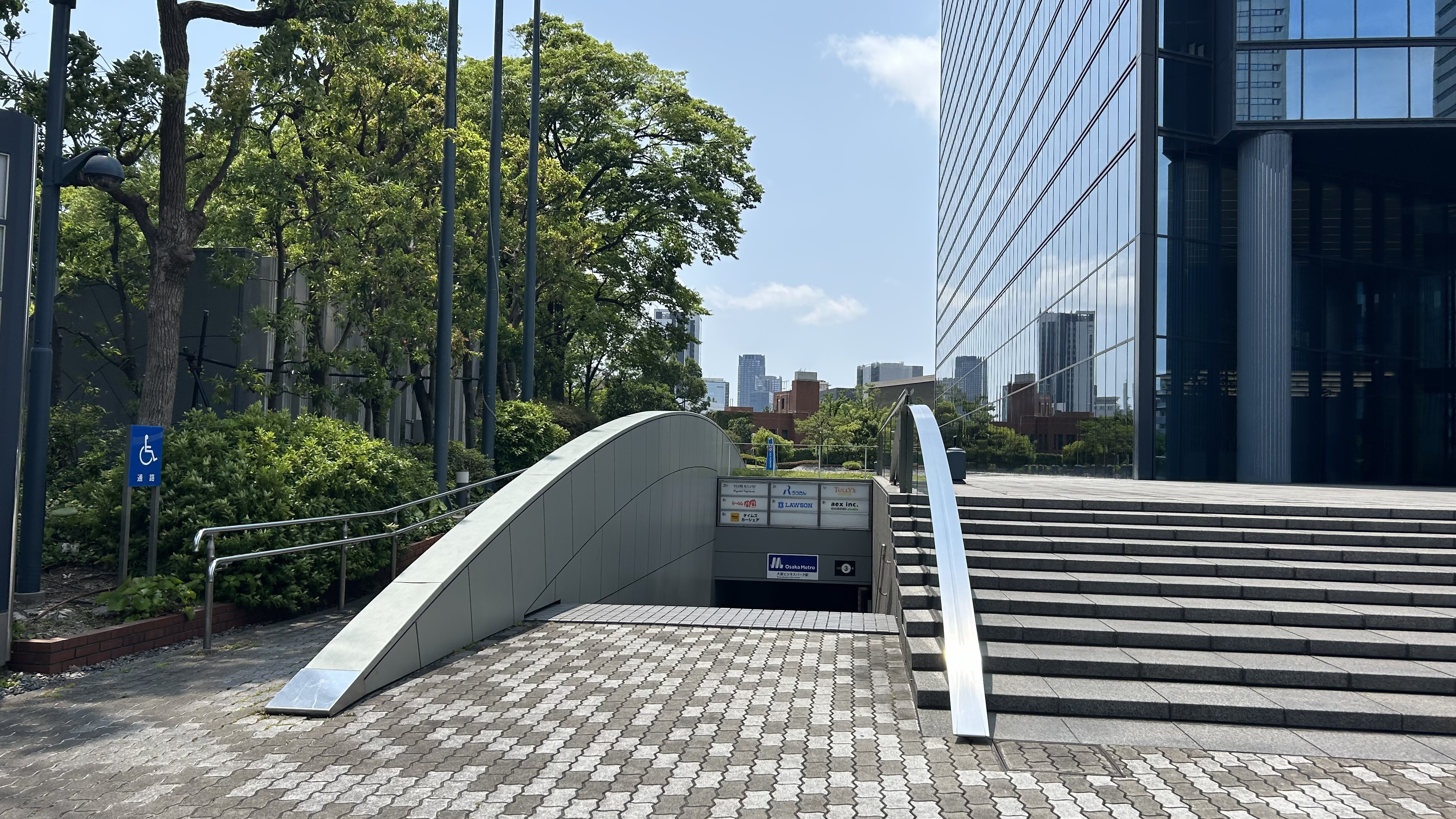
3号出入口
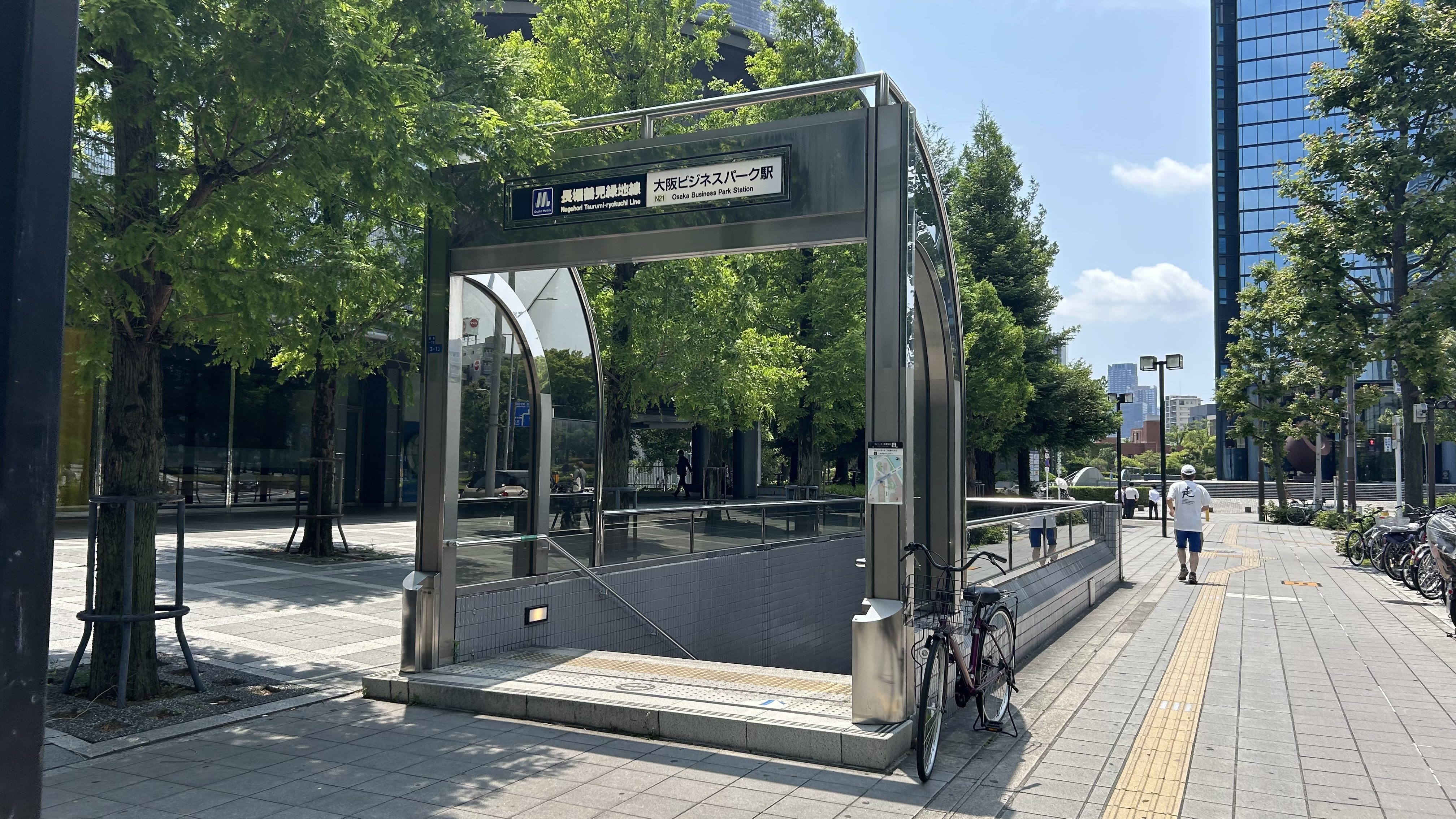
4号出入口
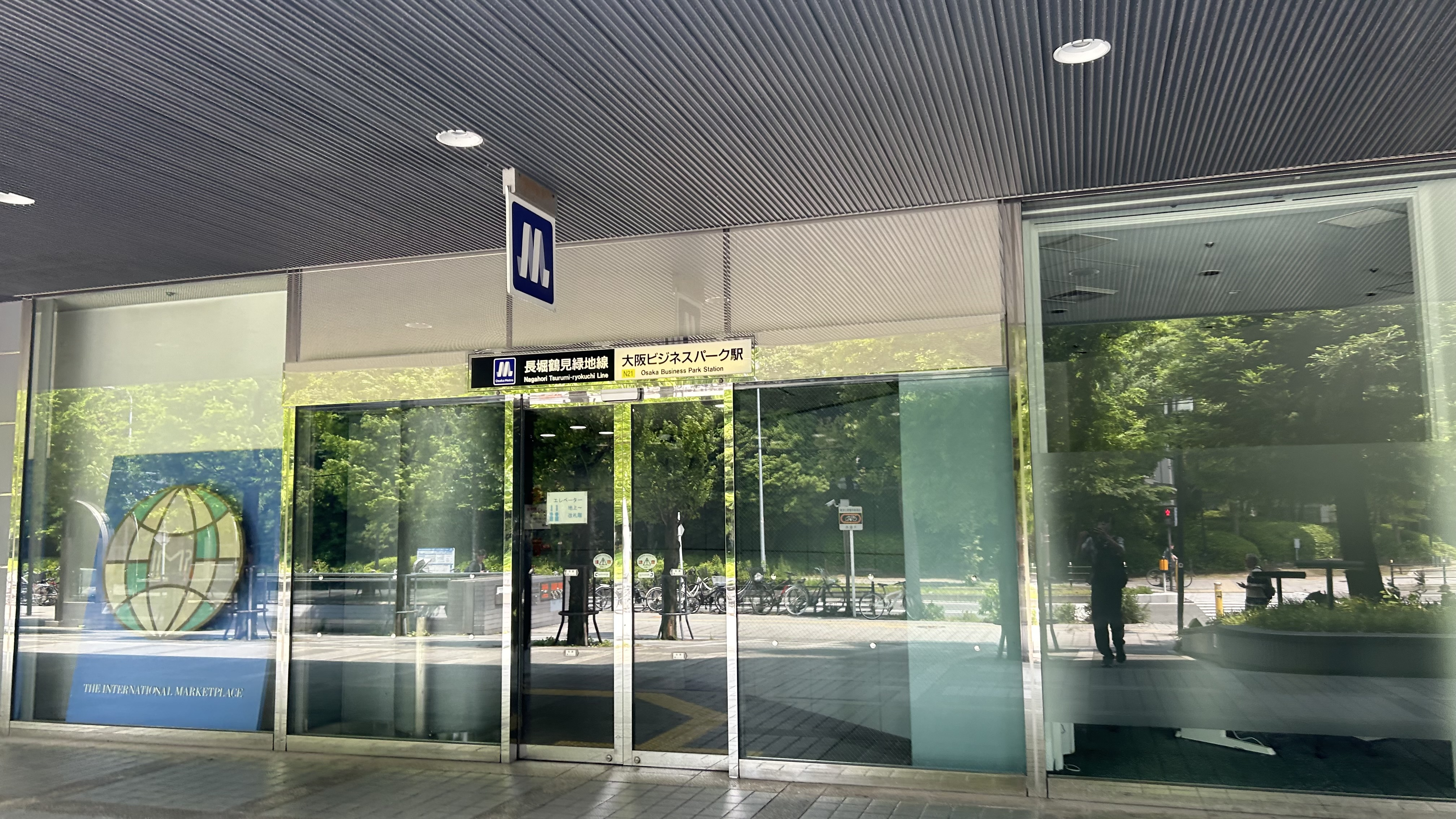
4号出入口（エレベーター）

## 利用状況
2024年11月12日の1日乗降人員は14,644人（乗車人員：7,095人、降車人員：7,549人）であり、長堀鶴見緑地線の駅では17駅中10位（他地下鉄路線と接続しない駅では4位）。各年度の特定日利用状況は下表の通り。
| 年度               | 調査日   | 乗車人員 | 降車人員 | 乗降人員 | 出典          | 出典          |
| 年度               | 調査日   | 乗車人員 | 降車人員 | 乗降人員 | メトロ        | 大阪府        |
| ------------------ | -------- | -------- | -------- | -------- | ------------- | ------------- |
| 1998年（平成10年） | 11月10日 | 4,573    | 4,342    | 8,915    |               | [ 大阪府 1 ]  |
| 2007年（平成19年） | 11月13日 | 5,341    | 5,743    | 11,084   |               | [ 大阪府 2 ]  |
| 2008年（平成20年） | 11月11日 | 5,224    | 5,769    | 10,993   |               | [ 大阪府 3 ]  |
| 2009年（平成21年） | 11月10日 | 5,308    | 5,569    | 10,877   |               | [ 大阪府 4 ]  |
| 2010年（平成22年） | 11月09日 | 5,043    | 5,396    | 10,439   |               | [ 大阪府 5 ]  |
| 2011年（平成23年） | 11月08日 | 5,547    | 6,220    | 11,767   |               | [ 大阪府 6 ]  |
| 2012年（平成24年） | 11月13日 | 5,746    | 6,173    | 11,919   |               | [ 大阪府 7 ]  |
| 2013年（平成25年） | 11月19日 | 4,949    | 5,482    | 10,431   | [ メトロ 1 ]  | [ 大阪府 8 ]  |
| 2014年（平成26年） | 11月11日 | 6,179    | 6,596    | 12,775   | [ メトロ 2 ]  | [ 大阪府 9 ]  |
| 2015年（平成27年） | 11月17日 | 6,502    | 6,920    | 13,422   | [ メトロ 3 ]  | [ 大阪府 10 ] |
| 2016年（平成28年） | 11月08日 | 6,350    | 6,763    | 13,113   | [ メトロ 4 ]  | [ 大阪府 11 ] |
| 2017年（平成29年） | 11月14日 | 6,231    | 7,037    | 13,268   | [ メトロ 5 ]  | [ 大阪府 12 ] |
| 2018年（平成30年） | 11月13日 | 6,938    | 7,275    | 14,213   | [ メトロ 6 ]  | [ 大阪府 13 ] |
| 2019年（令和元年） | 11月12日 | 6,892    | 7,492    | 14,384   | [ メトロ 7 ]  | [ 大阪府 14 ] |
| 2020年（令和02年） | 11月10日 | 5,564    | 5,905    | 11,469   | [ メトロ 8 ]  | [ 大阪府 15 ] |
| 2021年（令和03年） | 11月16日 | 5,449    | 5,906    | 11,355   | [ メトロ 9 ]  | [ 大阪府 16 ] |
| 2022年（令和04年） | 11月15日 | 5,730    | 6,145    | 11,875   | [ メトロ 10 ] | [ 大阪府 17 ] |
| 2023年（令和05年） | 11月07日 | 6,225    | 6,804    | 13,029   | [ メトロ 11 ] | [ 大阪府 18 ] |
| 2024年（令和06年） | 11月12日 | 7,095    | 7,549    | 14,644   | [ メトロ 12 ] |               |

## 駅周辺
- 大阪ビジネスパーク
  - ツイン21
  - 松下IMPビル（松下IMPホール）
  - 大阪ビジネスパーク円形ホール
  - ホテルニューオータニ大阪
  - ホテルモントレ ラ・スール大阪
  - 住友生命本社ビル

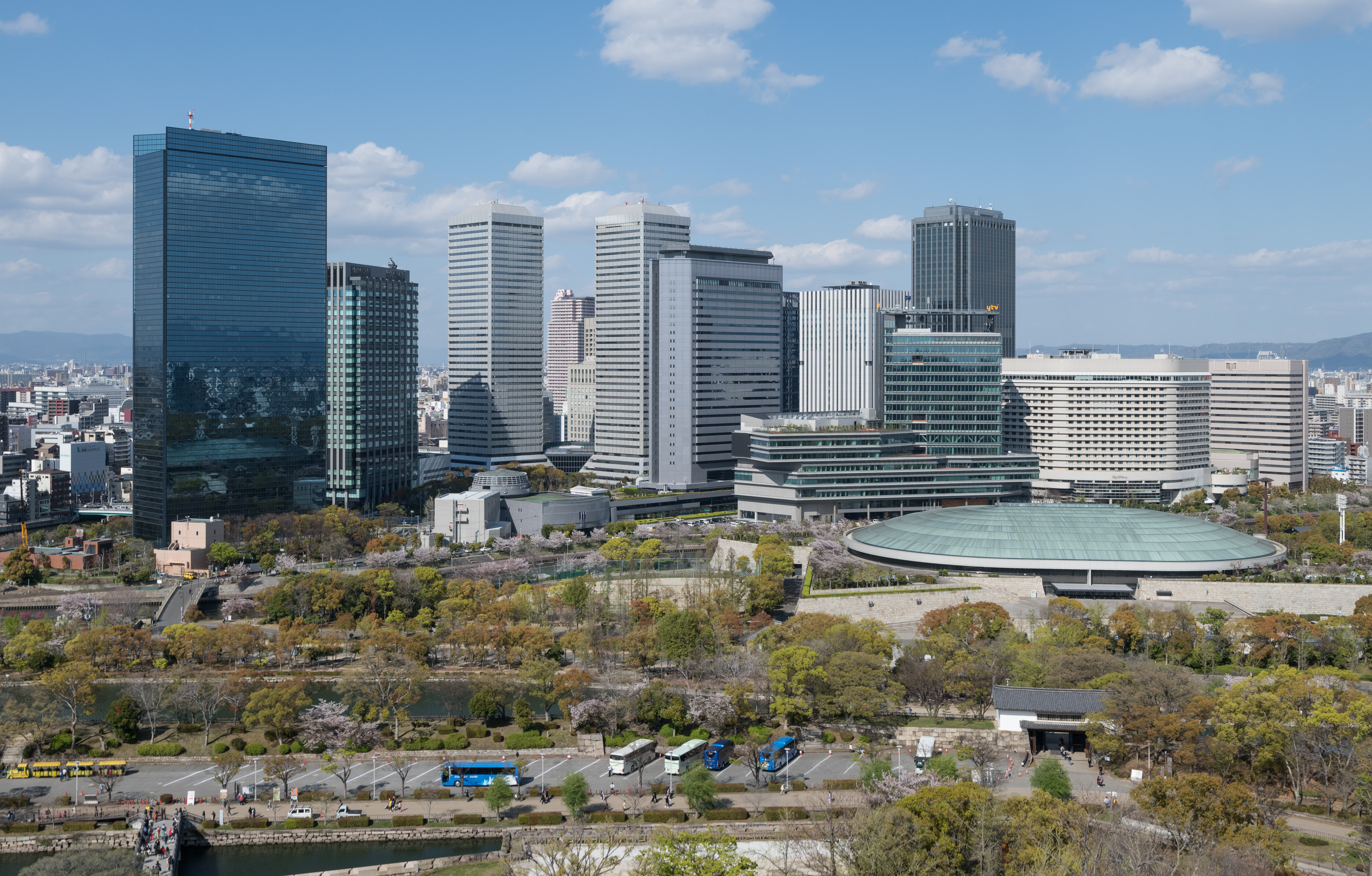
大阪ビジネスパーク（2019年4月。大阪城天守閣から）

  - 住友生命OBPプラザビル（住友生命いずみホール）
  - クリスタルタワー
  - OBPキャッスルタワー
  - 富士通関西システムラボラトリ
  - 読売テレビ放送
  - KDDI大阪ビル
  - オプテージビル
  - 大阪東京海上日動ビルディング
- 大阪城公園
  - 大坂城 - 最寄の虎口は青屋口となる。
  - 大阪城ホール
  - COOL JAPAN PARK OSAKA
- 大阪城北詰駅 - JR東西線
- クレオ大阪東（大阪市立男女共同参画センター東部館）
- 平野川
- 寝屋川
- 大阪シティバス46号系統「城見一丁目」停留所

## その他
- 改札を入ってすぐ右手の壁には、平成7年度に受賞した土木学会技術賞受賞（「世界初の三連型MFシールドによる地下鉄駅の建設」）のレリーフが展示されている。
- 当駅直上にある松下IMPビル（1990年竣工）の地階には、ビル建設時に将来の地下鉄乗り入れを計画して造られた、ホームの一部となる構造物（1面2線）が存在する[6]。しかし、河川を横切る施設の許可基準が変更され、近接する寝屋川と第二寝屋川の河底から5-6メートル下に位置していた松下興産によるホームが利用不可能となり[6]、新基準に対応するホームがビルの直下に建設されたためこの構造物は駅舎として使用されず、「幻のホーム」となっている[注 1]。ホームこそ用いられなかったものの、改札口やコンコースは当初の計画通り使い、設備室にも利用し松下興産による構造物の8割が活用されている[6]。
- 大阪城ホールでイベントが実施されることがあるため、列車は当駅から混雑することがある。
- 1997年3月7日までは、付近に駅から片町橋を渡った先にJR片町線の片町駅があった。
- 玉造駅 - 京橋駅間はJR大阪環状線と並行し駅名も同じだが、当駅のみ大阪環状線と駅名が異なりなおかつ位置も大きく離れている。これは森ノ宮駅 - 京橋駅間で長堀鶴見緑地線が大阪環状線より西側に大きくずれるためである[注 2]。

## 隣の駅
大阪市高速電気軌道 (Osaka Metro)
 長堀鶴見緑地線
森ノ宮駅 (N20) - 大阪ビジネスパーク駅  (N21) - 京橋駅 (N22)
- ( ) 内は駅番号を示す。

### 記事本文